# Domenechus mirificus
Domenechus mirificus är en insektsart som först beskrevs av Gerstaecker 1888.  Domenechus mirificus ingår i släktet Domenechus och familjen guldögonsländor. Inga underarter finns listade i Catalogue of Life.